# Șalîhîne
Șalîhîne (în ucraineană Шалигине) este o așezare de tip urban din raionul Hluhiv, regiunea Sumî, Ucraina. În afara localității principale, mai cuprinde și satele Cernivske și Iemadîkîne.

## Demografie
Componența lingvistică a așezării de tip urban Șalîhîne
     Rusă (83,64%)
     Ucraineană (16,17%)
     Alte limbi (0,03%)
Conform recensământului din 2001, majoritatea populației așezării de tip urban Șalîhîne era vorbitoare de rusă (83,64%), existând în minoritate și vorbitori de ucraineană (16,17%).